# Yelena Polenova
Yelena Ilyichivna Polenova (Uralsk, 20 de agosto de 1983) é uma handebolista profissional russa, medalhista olímpica.
Yelena Polenova fez parte do elenco medalha de prata, de Pequim 2008.